# Грчки крст
Грчки крст као хришћански симбол настао је источном хришћанству, и активно се користио у православном културно-историјском окружењу. Познат је као "crux immissa quadrata". Има кракове једнаке дужине. Особито је коришћен од стране православне цркве и раног хришћанства.  
У прошлости крст је поред религијске коришћен и у умјетничке сврхе, као шара на украсима, одећи, зградама, накиту. Није познато када је овај тип крста настао. У предхришћанско вријеме једнокраки крст јавља се на грчком и тракијском новцу 540. п.н.е. Коришћен је и у Египату, на одећи или накиту, док се за религијске сврхе користио египатски крст анкх.
У српској хералдици грчки крст јавља се на грбовима властеле, накиту, одјећи, на црквеној архитектури и бројним другим мјестима. Бановина Босна користила је грчки крст на државној застави и симболима. На печату бана Стефана Другог Котроманића, види се бан у витешком оклопу на коњу, који носи босанску заставу са грчким крстом на копљу уз још два иста таква крста на коњској аши. Први краљ Босне, Стефан Твртко као бан користи исте симболе.

## Галерија
- Дивелион цара Душана
- Грб Грчке
- Застава Швајцарске
- Црвени крст

## Архитектура
Много православних црква изграђено је на основу грчког крста. Иницијално, у Источном Римском царству цркве су имале базилични план. Почевши од 5. вијека, овај модел је замењен планом центрираним у облику слободног крста. План цркви са грчким крстом често је покривен куполом. Храм Светог Саве у Београду изграђена је по овом плану.
Овај тип плана цркве такође се среће и у католичкој цркви. Примјера ради базилика Светог Марка у Венецији из 10. вијека.